# Мамия III Гуриели
Мамия III Гуриели (груз. მამია III დიდი გურიელი; ум. 5 января 1714) — князь Гурии (1689—1712, 1712—1714), царь Имеретии (1701—1702, 1711 и 1713—1714), сын князя Гурии и царя Имеретии Георгия IV Гуриели.

## Биография
В 1689 году по просьбам гурийцев ахалцихский паша Юсуф-паша прислал в Гурию Мамию Гуриели. Мамия Гуриели прибыл в Гурию и занял княжеский престол и женился на Елене, дочери князя Георгия Абашидзе.
В 1701 году князь Мамия Гуриели решил возвести на царский престол в Имеретии царя Симона, сына Александра IV. Вельможи Георгий Абашидзе и Георгий Липартиани собрали войско и предложили Мамии Гуриели умертвить Симона. Но Мамия Гуриели отказался участвовать в убийстве, но разрешил вельможам сделать это самим. Имеретинский царь Симон был убит выстрелом из ружья. После смерти Симона Мамия Гуриели был избран новым царем Имеретии. Картлийский царь Ираклий I собрал войско и вступил в Имеретию, чтобы наказать убийц Симона. Однако Георгий Абашидзе договорился с вельможами Ираклия, которые убедили его вернуться в Картли. Однако Мамия Гуриели управлял только своим Гурийским княжеством и формально считался царем Имеретии. Всеми царскими доходами и владениями пользовались Георгий Абашидзе и его дочь, царица Тамара.
В 1702 году Мамия Гуриели отказался от царского престола и уехал в Гурию. Имеретинский царь Георгий VII, враждовавший с Абашидзе, совершил карательный поход против Мамии Гуриели. Мамия Гуриели не смог отразить вражеское нападение. Георгий разорил Гурию и вернулся в Имеретию.
В 1711 году имеретинские вельможи вторично посадили князя Мамию Гуриели на царский престол. Заняв имеретинский трон, Мамия Гуриели назначил князем в Гурии своего сына Георгия Гуриели. Имеретинский царь Георгий VII удалился в Картли, где в Гори был с честью принят царем Вахтангом VI. Оттуда Георгий отправился в Самцхе, где был принят атабегом Исак-пашой, который согласился оказать ему военную помощь в борьбе против Мамии Гуриели.
Летом 1712 года царь Георгий с вспомогательным войском вступил в Имеретию и вступил в Аргвети. Мамия Гуриели с войском выступил из Кутаиси, чтобы защитить Аргвети. В битве при Чхари Мамия Гуриели потерпел поражение и бежал в Рачу.
В 1713 году Мамия Гуриели заключил договор с князьями Дадиани, Эристави и Абашидзе против имеретинского царя Георгия. В битве при Окрибе союзники одержали победу над царским войском. Имеретинский царь Георгий VII бежал в Картли. Здесь его с почестями принял царь Вахтанг VI, а оттуда удалился в Ахалцихе. Мамия Гуриели в третий раз занял имеретинский царский престол, но в январе следующего 1714 года скончался.